# Généralité de Toulouse
1542–1790
(483 ans)
Entités précédentes :
- Création

Entités suivantes :
- Haute-Garonne
- Tarn
- Aude
- Ariège

La généralité de Toulouse est une circonscription administrative du Languedoc créée en 1542. Toulouse fut siège d'une des dix-sept recettes générales créées par Henri II et confiées à des trésoriers généraux (Édit donné à Blois en janvier 1551).
Elle se composait de douze diocèses civils ; dix subdélégations (intendance).

## La généralité d'après le règlement royal du 7 février 1789 (États généraux)
Noms des bailliages principaux, suivis du nombre de députés à élire.
- Sénéchaussée d'Annonay, 4 députés ;
- Sénéchaussée de Béziers, 8 députés ;
- Sénéchaussée de Carcassonne, 8 députés ;
- Sénéchaussée de Castelnaudary, 4 députés ;
- Sénéchaussée de Castres, 4 députés ;
- Sénéchaussée de Limoux, 4 députés ;
- Sénéchaussée de Mende, 4 députés ;
- Sénéchaussée de Montpellier, 4 députés ;
- Sénéchaussée de Nîmes, 16 députés ;
- Sénéchaussée de Puy-en-Velay, 4 députés ;
- Sénéchaussée de Toulouse, 16 députés ;
- Sénéchaussée de Villeneuve-de-Berg, 8 députés.

## Liste des circonscriptions administratives
La généralité étant une des circonscriptions administratives majeures, la connaissance historique du territoire concerné passe par l'inventaire des circonscriptions inférieures de toute nature. Cet inventaire est la base d'une exploration des archives réparties entre les différentes archives départementales des départements compris dans la généralité.
Cette liste ne reprend pas les sénéchaussées ci-dessus.
- Diocèse civil d'Albi
- Subdélégation d'Albi
- Diocèse civil d'Alet
- Subdélégation d'Alet et Limoux, siège à Caudiès
- Diocèse civil de Bas-Montauban
- Subdélégation de Bas-Montauban, siège à Montauban
- Diocèse civil de Carcassonne
- Subdélégation de Carcassonne
- Diocèse civil de Castres
- Subdélégation de Castres
- Diocèse civil de Lavaur
- Subdélégation de Lavaur
- Diocèse civil de Limoux
- Diocèse civil de Mirepoix
- Subdélégation de Mirepoix
- Diocèse civil de Petit-Comminges
- Diocèse civil de Rieux-Volvestre
- Subdélégation de Rieux-Volvestre et Petit-Comminges, siège à Rieux-Volvestre
- Diocèse civil de Saint-Papoul
- Subdélégation de Saint-Papoul, siège à Castelnaudary
- Diocèse civil de Toulouse
- Subdélégation de Toulouse